# Glendale (Misisipi)
Glendale es un lugar designado por el censo ubicado en el condado de Forrest en el estado estadounidense de Misisipi. En el año 2010 tenía una población de 1,657 habitantes.

## Geografía
Glendale se encuentra ubicado en las coordenadas 31°22′4.21″N 89°18′32.2″O / 31.3678361, -89.308944.